# Psammocoridae
Famille
Les Psammocoridae constituent une famille de scléractiniaires (coraux durs dits « coraux bâtisseurs de récifs »).

## Liste des genres
Selon World Register of Marine Species (20 juin 2015), cette famille ne contient qu'un seul genre :
- Psammocora Dana, 1846